# Isoperla lunigera
Isoperla lunigera is een steenvlieg uit de familie Perlodidae. De wetenschappelijke naam van de soort is voor het eerst geldig gepubliceerd in 1923 door Klapálek.